# Elizabeth Roads
Elizabeth Roads nata Elizabeth Bruce (Edimburgo, 1951) è una genealogista e araldista britannica.
Ricopre attualmente il ruolo di Araldo di Snawdoun Herald e Lyon Clerk and Keeper of the Records della Court of the Lord Lyon.

## Biografia
Elizabeth Roads è la figlia del tenente colonnello James Bruce MC e di sua moglie Mary Hope Sinclair. Per parte di padre, come si evince dallo stemma della casata, la famiglia deriva dal re Roberto I di Scozia. Elizabeth è nata nel 1951 ed è stata educata a Lansdowne House, ad Edimburgo, e poi al Cambridgeshire College of Technology, per poi passare allo Study Centre for Fine Art di Londra nonché all'Edinburgh Napier University. Nel 1983 ha sposato Christopher Roads dal quale ha avuto due figlim Timothy e William ed una figlia, Emily.

### Carriera araldica
Elizabeth Roads ha aderito allo staff della Court of the Lord Lyon nel 1975 e venne nominata Lyon Clerk and Keeper of the Records nel 1986. Con questa posizione, ella ha il compito di mantenere tra le altre cose anche il Public Register of All Arms and Bearings in Scotland. Venne nominata Linlithgow Pursuivant of Arms Extraordinary nel 1987 e divenne la prima donna ad essere nominata ufficiale d'armi della regina. Questa nomina fu temporanea per il periodo che ella rappresentò il Lord Lyon in Canada nella discussione che portò alla fondazione della Canadian Heraldic Authority. Roads venne nominata Carrick Pursuivant of Arms in Ordinary nel 1992 e promossa Snawdoun Herald of Arms in Ordinary nel 2010.
Come Elizabeth Bruce, Roads fu uno dei membri fondatori della Heraldry Society of Scotland nel 1977. Fu consigliere della società sul finire degli anni '90 ed attualmente è membro della Heraldry Society of Scotland e della Honorary Fellow of the Royal Heraldry Society of Canada. Ha pubblicato molti articoli di araldica ed a soggetto genealogico.